# 경북영광학교
경북영광학교는 경상북도 영천시 북안면 도천리에 있는 사립 특수학교이다. 지적장애 학생을 위한 특수교육기관으로 초등부, 중학부, 고등부, 전공과부를 두고 있다.

## 연혁
- 1984년 3월 20일 : 개교